# GMF
GMF is een historisch Nederlands merk van gemotoriseerde fietsen.
GMF stond voor: Gelderse Motoren Fabriek. Deze was gevestigd in Varsseveld. 
De fabrikant was Johan Aalbers. Hij produceerde van 1950 tot 1958 fietsen met de Boy-hulpmotor.